# Tmeticides araneiformis
Tmeticides araneiformis Strand, 1907 è un ragno appartenente alla famiglia Linyphiidae.
È l'unica specie nota del genere Tmeticides.

## Distribuzione
La specie è un endemismo del Madagascar settentrionale, rinvenuto sull'isola di Nosy Be.

## Tassonomia
Dal 1907 non sono stati esaminati altri esemplari, né sono state descritte sottospecie al 2012.